# André Simon (pilote automobile)
Pour les articles homonymes, voir Simon et André Simon.
André Simon, né le 5 janvier 1920 à Paris et mort le 11 juillet 2012 à Évian-les-Bains, est un pilote de voiture de course français. Il a participé à de multiples épreuves dans plusieurs catégories. Il a couru en Formule 1 (de 1951 à 1957), en Formule 2, en Endurance, en Grand Tourisme ainsi qu’en Rallye. Il a notamment remporté le Tour de France automobile 1962, sur Ferrari.

## Biographie

### 1948: les débuts
André Simon débute en course automobile à Montlhéry en avril 1948. Bien qu'âgé de 28 ans et s'estimant trop vieux, l'opportunité de briller devant le gratin des pilotes français sur l'anneau était trop forte. Pour sa première course, il pilote une Talbot « Pagnibon » prêtée par Pierre Boncompagni, contre un chèque de caution et l'interdiction de casser la voiture. Signant la pole position, le temps de Simon est contesté par les autres participants à la course mais les officiels valident le temps. Le lendemain, il décroche la victoire.
Peu de temps après, au Grand Prix de Comminges, André Simon pilote une Delahaye 155 V12 4.5L F1 prêtée par Charles Pozzi. La voiture est en kit et Simon doit la monter pour participer à la course. Il termine septième malgré un problème de bougies.

### 1949–1951: Gordini
Après ses débuts convaincants, André Simon est sollicité par Amédée Gordini pour composer l'équipe des « Mousquetaires » avec Robert Manzon, Maurice Trintignant et Jean Behra. Au volant dune Gordini–Simca 1500, il termine second du Grand Prix d'Allemagne au Nürburgring, après un duel avec Alberto Ascari, au volant d'une puissante Ferrari V12. Simon, à cause du manque de puissance de sa voiture, n'a jamais été en mesure de dépasser Ascari. Alfred Neubauer remarque alors le talent du français et l'inscrit dans son carnet pour l'avenir.
Le manque de puissance et de fiabilité des Gordini n'ont jamais permis à André Simon de briller en piste. Fin 1951, le pilote parisien quitte la formation tricolore pour Ferrari.

### 1952-1953: Ferrari
Avec l'apparition des Formule 2 à moteur 2 litres, André Simon signe un contrat avec Enzo Ferrari pour devenir quatrième pilote de la Scuderia, aux côtés de Giuseppe Farina, Alberto Ascari et Luigi Villoresi. Le pilote doit par contrat céder sa voiture à ses leaders italiens en cas de problèmes sur leurs machines. En partageant sa voiture, Simon gagne deux Grands Prix avec Ascari (GP de Comminges) et avec Farina (GP de Paris). L'année 1953 est plus sombre pour Simon qui, blessé, ne revient que l'année suivante avec Gordini.

### 1954: Retour chez Gordini
La Formule 1 passe à une motorisation 2,5 litres et Gordini présente une monoplace performante et compétitive. Le manque de fiabilité reste un problème et Simon, résigné et malgré l'amitié que lui porte Amédée Gordini depuis ses débuts, quitte l'équipe française pour Maserati.

### 1955: L'année riche
Au volant de la Maserati 250F, Simon termine sixième du Grand Prix de Pau, gagne à Albi et abandonne à Bordeaux. Lors du Grand Prix de Monaco, André Simon est engagé par Mercedes-Benz et Alfred Neubauer, pour être l'équipier de Juan Manuel Fangio et Stirling Moss, en remplacement de Hans Herrmann, blessé lors des essais. Le pilote français est aussi présent lors du terrible épisode des 24 heures du Mans avec Mercedes la même année.
André Simon réalise beaucoup de tests pour le compte de la marque allemande, aux côtés de Stirling Moss et les deux hommes nouent une amitié profonde.

### 1956-1957: dernières années en Formule 1
De retour chez Maserati après le retrait de Mercedes-Benz à la fin de l'année 1955, André Simon retrouve la 250F. Un projet de création d'une équipe de Formule 1 française avec ses Maserati est envisagé avec Jean Behra, sans succès.

### 1958–1965: la carrière en Endurance
Pour le compte de Maserati, Simon est le premier avec Maurice Trintignant, à dépasser les 300 km/h sur la ligne droite des Hunaudières avec la Tipo 151, lors des 24 Heures du Mans 1962. Il pilote aussi sur Ferrari, pour des équipes privées. Sa dernière course est les 1 000 km du Nürburgring 1965 au volant d’une Ford Cobra Daytona, partagée avec Jo Schlesser.
À 45 ans, Simon est déçu de cette course et de cette voiture et termine sa carrière après un résultat anonyme. Il devait participer aux 24 heures du Mans sur une Ford GT40 avec Mario Andretti la même année mais ne revient pas sur sa décision d'arrêter sa carrière.
Il a participé à quatre-vingts épreuves sur circuit. À vingt-deux occasions, il termine sur le podium.
Voici la liste des courses qu'il termina à la cinquième place ou mieux.
| Catégorie         | Date     | Épreuve                                  | Écurie           | Auto                 | Position |
| ----------------- | -------- | ---------------------------------------- | ---------------- | -------------------- | -------- |
| Formule 2         | mai-50   | 1er Circuit de Médoc                     | Équipe Gordini   | Simca-Gordini T15    | 1        |
| Formule 2         | mai-50   | 2e Circuit du Lac                        | Équipe Gordini   | Simca-Gordini T15    | 2        |
| Formule 2         | juin-50  | 7e Preis der Berne                       | Équipe Gordini   | Simca-Gordini T15    | 4        |
| Formule 2         | juin-50  | 5e Circuit des Remparts                  | Équipe Gordini   | Simca-Gordini T15    | 2        |
| Formule 2         | juil.-50 | 4e Coupe des Petites Cylindrées          | Équipe Gordini   | Simca-Gordini T15    | 2        |
| Formule 2         | juil.-50 | 3e Prix de Geneve                        | Équipe Gordini   | Simca-Gordini T15    | 2        |
| Formule 2         | août-50  | 13e Grosser Preis von Deutschland        | Équipe Gordini   | Simca-Gordini T15    | 2        |
| Formule 2         | sept.-50 | 1er Grand Trophée entre Sambre et Meuse  | Équipe Gordini   | Simca-Gordini T15    | 4        |
| Formule 2         | oct.-50  | 1er Circuit de Perigueux                 | Équipe Gordini   | Simca-Gordini T15    | 2        |
| Formule 2         | avr.-51  | 9e Grand Prix de Marseille               | Équipe Gordini   | Simca-Gordini T15    | 4        |
| Formule 2         | mai-51   | 4e Gran Premio de l’Autodromo di Monza   | Équipe Gordini   | Simca-Gordini T15    | 5        |
| Formule 2         | juin-51  | 3e Circuit du Lac                        | Équipe Gordini   | Simca-Gordini T15    | 3        |
| Formule 2         | juin-51  | 6e Circuit des Remparts                  | Équipe Gordini   | Simca-Gordini T15    | 5        |
| Formule 2         | juil.-51 | 1er Grand Prix de Rouen                  | Équipe Gordini   | Simca-Gordini T15    | 5        |
| Formule 2         | juil.-51 | 2e Grand Trophée entre Sambre et Meuse   | Équipe Gordini   | Simca-Gordini T15    | 2        |
| Formule 2         | juil.-51 | 1er Grand Prix des Sables-d´Olonne       | Équipe Gordini   | Simca-Gordini T15    | 1        |
| Hors Champ.       | août-51  | 13e Grand Prix d´Albi                    | Équipe Gordini   | Simca-Gordini T15    | 4        |
| Formule 2         | août-51  | 3e Preis der Ostschweiz-Erlen            | Équipe Gordini   | Simca-Gordini T15    | 4        |
| Formule Arg.      | mars-52  | 1er Gran Premio de Uruguay               | Équipe Gordini   | Simca-Gordini T15    | 5        |
| Formule 2         | mai-52   | 6e Grand Prix de Paris                   | Scuderia Ferrari | Ferrari 500          | 2        |
| Formule 2         | juin-52  | 5e Grand Premio de´ll Autodromo di Monza | Scuderia Ferrari | Ferrari 500          | 2        |
| Hors Champ.       | mai-54   | 6e B.R.D.C.International Trophy          | Équipe Gordini   | Simca-Gordini T16    | 3        |
| Hors Champ.       | juin-54  | 13e Gran Premio di Roma                  | Équipe Gordini   | Simca-Gordini T16    | 4        |
| Hors Champ.       | mai-55   | 7e B.R.D.C.International Trophy          | Ecurie Rosier    | Maserati 250F        | 4        |
| Hors Champ.       | mai-55   | 17e Grand Prix d´Albi                    | Ecurie Rosier    | Maserati 250F        | 1        |
| Voitures de Sport | sept.-55 | 22e International Tourist Trophy         | Daimler-Benz AG  | Mercedes-Benz 300SLR | 3        |
| Hors Champ.       | août-56  | 5e Grand Prix de Caen                    | Équipe Gordini   | Simca-Gordini T16    | 2        |
| Non Champ. Sports | mai-60   | Prix de Paris GT 1960                    | Privé            | Ferrari 250 GT       | 1        |
| Non Champ. Sports | oct.-60  | 1 000 km de Paris 1960                   | Privé            | Ferrari 250 GT       | 3        |
| Non Champ. Sports | juin-61  | 9e Grand Prix de Rouen                   | Privé            | Ferrari 250 GT       | 3        |
| Voitures de Sport | juil.-62 | 4e Trophée d´Auvergne                    | Privé            | Ferrari 250 GT       | 3        |
| Non Champ. Sports | oct.-62  | Coupe du Salon 1962                      | Privé            | Ferrari 250 GT       | 2        |
| Voitures de sport | 1962     | Tour de France                           | Privé            | Ferrari 250 GT       | 1        |

## Résultats en championnat de Formule 1
| Saison | Écurie                    | Châssis         | Moteur              | 1           | 2             | 3   | 4         | 5         | 6         | 7     | 8         | Classement. | Points inscrits |
| ------ | ------------------------- | --------------- | ------------------- | ----------- | ------------- | --- | --------- | --------- | --------- | ----- | --------- | ----------- | --------------- |
| 1951   | Équipe Gordini            | Gordini Type 15 | Gordini 4 en ligne  | SUI         | 500           | BEL | FRA Aban. | GBR       | GER Aban. | ITA 6 | ESP Aban. | -           | 0               |
| 1952   | Scuderia Ferrari          | Ferrari 500     | Ferrari 4 en ligne  | SUI Aban. * | 500           | BEL | FRA       | GBR       | GER       | NED   | ITA 6     | -           | 0               |
| 1955   | Daimler Benz              | Mercedes W196   | Mercedes 8 en ligne | ARG         | MON Aban.     | 500 | BEL       | NED       |           |       |           | -           | 0               |
| 1955   | Officine Alfieri Maserati | Maserati 250F   | Maserati 6 en ligne |             |               |     |           |           | GBR Aban. | ITA   |           | -           | 0               |
| 1956   | André Simon               | Maserati 250F   | Maserati 6 en ligne | ARG         | MON           | 500 | BEL       | FRA Aban. | GBR       | GER   |           | -           | 0               |
| 1956   | Équipe Gordini            | Gordini Type 16 | Gordini 6 en ligne  |             |               |     |           |           |           |       | ITA 9     | -           | 0               |
| 1957   | Scuderia Centro Sud (en)  | Maserati 250F   | Maserati 6 en ligne | ARG         | MON Non Qual. | 500 | FRA       | GBR       | GER       | ITA   |           | -           | 0               |
| 1957   | Ottorino Volonterio       | Maserati 250F   | Maserati 6 en ligne |             |               |     |           |           |           |       | ITA 11 ** | -           | 0               |

* pilotage partagé avec Giuseppe Farina
** pilotage partagé avec Ottorino Volonterio